# Bitka kod Angore
Bitka kod Angore ili Ankare, odlučujući sukob između Osmanskog i Timuridskog Carstva.
Težeći ponovnoj uspostavi Džingis-kanovog Mogolskog Carstva, njegov navodni potomak Timur usmjerio je krajem 14. stoljeća svoje osvajačke pohode prema zapadu, u pravcu prednje Azije te je osnovao Timuridsko Carstvo. U isto vrijeme je sultan Bajazid I. širio vlast Turaka Osmanlija u suprotnom pravcu, osvajajući redom kneževine Turaka Seldžuka u Maloj Aziji, čiji su se emiri sklonili kod Timura.

## Pokreti vojski pred bitku i njihovi sastavi
U proljeće 1402. Timur se s vojskom kretao preko Erzincana u smjeru Sivasa. Za to vrijeme je Bajazid prikupio svoju vojsku kod Angore (Ankare) i odtamo krenuo na istok prema Tokatu, s ciljem da Timura dočeka na planinskom i šumskom terenu, povoljnijem za djelovanje osmanske vojske, čija je glavna snaga bila u elitnom pješaštvu, janjičarima. Upravo zbog toga Timur mu nije krenuo u susret, već je sa svojim tatarskim konjanicima zaobišao Tokat s juga, dolinom rijeke Kizil stigao pred utvrđenu Angoru, u namjeri da privuče Bajazida na taj teren koji je bio povoljniji za djelovanje konjice.
O obostranoj jačini nema pouzdanih podataka. Tadašnji su izvori tvrdili kako je Bajazid imao između 90 i 120,000 vojnika, a njegov protivnik 840,000. Međutim, prema onome što se zna o njihovoj vojnoj organizaciji,. Timur nije mogao imati više od 140,000, a Bajazid najviše oko 85,000.
U Bajazidovoj vojsci, među njegovima vazalima, bilo je oko 5000 Srba koje je predvodio Stefan Lazarević. Uz njega bio je njegov brat Vuk i njihovi sestrići Grgur i Đurađ, sinovi Vuka Brankovića. Među srpskim ratnicima bilo je nekoliko stotina oklopnika. Na bojištu, to su bili jedini teški oklopnici europskog (viteškog) tipa.

## Tijek i posljedice bitke
U zoru 28. srpnja obje su se vojske postrojile za bitku sjeverno od Angore. Desnim osmanskim krilom zapovijedao je najstariji Bajazidov sin Sulejman, lijevim Stefan Lazarević, a centrom Bajazid osobno. Na krilima su se nalazili konjanici (spahije, akindžije i vazalne trupe), a u centru pješaci, janičari i azapi. Tok bitke može se rekonstruirati samo u glavnim potezima.
Do sudara je došlo najprije između desnog tatarskog i lijevog osmanskog krila. Tatari su odbačeni akcijom srpskih trupa čiju hrabrost ističu bizantski i perzijski izvori. Srpski oklopnici bili su na angorskom bojištu najefikasniji ratnici. Na desnom osmanskom krilu trupe tek potčinjenih seldžučkih emirata prešle su na stranu Tatara. Nakon nekog vremena sva je laka osmanska konjica bila razbijena, a Stefan Lazarević odsječen od centra koji je čvrsto držao. Zahvaljujući svojim oklopnicima on se probio do Bajazida kako bi ga nagovorio da povuče avoje snage. Kada je ovaj to odbio, Stefan se povukao sam prema zapadu štiteći od tatarskih odreda Sulejmanovo povlačenje.
Na tome putu postoji toponim Srp gazi (srpski pobjednik), koji i danas svjedoči o srpskom uspjehu. Bajazid je na jednom visu nastavio borbu s janičarima do večeri, ali je pri pokušaju proboja pao s konja i pao u zarobljeništvo, gdje je i umro Zarobljen je i Grgur Brankovic ali je kasnije otkupljen.
Posle bitke sva Mala Azija pala je u ruke Timura. U Osmanskom Carstvu je nakon bitke došlo do interregnuma što je zaustavilo širenje Osmanlija za za čitavu generaciju.